# Eline Berings
Eline Berings (Gand, 28 maggio 1986) è un'ostacolista belga.

## Carriera
Fa il suo debutto sulla scena internazionale in occasione dei Campionati del mondo allievi 2003, classificandosi settima nella finale dei 100 m ostacoli. Nel 2005 vince la finale dei Campionati europei juniores di Kaunas, precedendo la norvegese Christina Vukicevic. Viene eliminata nelle batterie dei Campionati europei 2006 e dei Campionati del mondo 2007.
Il 6 marzo 2009 sale sul gradino più alto del podio dei Campionati europei indoor di Torino, stabilendo un nuovo record personale sui 60 metri ostacoli con il tempo di 7"92. Selezionata per i Campionati del mondo 2009 di Berlino, viene eliminata in semifinale.
Il 20 febbraio 2018 è l'unica atleta belga (uomini e donne compresi) ad essere selezionata, insieme alla staffetta 4×400 m, per i campionati del mondo indoor di Birmingham. Gareggerà nella sua specialità, i 60 m ostacoli.
Il 18 luglio 2018, a Liegi, Eline Berings, all'età di 32 anni e dopo nove anni di lotta contro gli infortuni, batte il suo record personale. Abbassando il suo primato di 15 centesimi, porta così il suo tempo a 12"72, a un solo centesimo dal record belga di Anne Zagré.

## Palmarès
| Anno | Manifestazione  | Sede       | Evento   | Risultato  | Prestazione | Note             |
| ---- | --------------- | ---------- | -------- | ---------- | ----------- | ---------------- |
| 2003 | Mondiali U18    | Sherbrooke | 100 m hs | 7ª         | 13"34       |                  |
| 2004 | Mondiali U20    | Grosseto   | 100 m hs | Semifinale | 13"92       |                  |
| 2005 | Europei U18     | Kaunas     | 100 m hs | Oro        | 13"41       |                  |
| 2005 | Universiadi     | Smirne     | 100 m hs | Semifinale | 13"70       |                  |
| 2006 | Europei         | Göteborg   | 100 m hs | Batteria   | 13"42       |                  |
| 2007 | Europei indoor  | Birmingham | 60 m hs  | 7ª         | 8"56        |                  |
| 2007 | Europei U23     | Debrecen   | 100 m hs | 4ª         | 13"12       |                  |
| 2007 | Universiadi     | Bangkok    | 100 m hs | 6ª         | 13"17       |                  |
| 2007 | Mondiali        | Osaka      | 100 m hs | Batteria   | 12"97       | Record nazionale |
| 2008 | Mondiali indoor | Valencia   | 60 m hs  | Semifinale | 8"10        |                  |
| 2009 | Europei indoor  | Torino     | 60 m hs  | Oro        | 7"92        |                  |
| 2009 | Mondiali        | Berlino    | 100 m hs | Semifinale | 12"94       | Record nazionale |
| 2010 | Mondiali indoor | Doha       | 60 m hs  | Semifinale | 8"05        |                  |
| 2010 | Europei         | Barcellona | 100 m hs | Batteria   | 13"27       |                  |
| 2012 | Mondiali indoor | Istanbul   | 60 m hs  | 6ª         | 8"08        |                  |
| 2012 | Europei         | Helsinki   | 100 m hs | Semifinale | 13"17       |                  |
| 2012 | Giochi olimpici | Londra     | 100 m hs | Semifinale | 13"26       |                  |
| 2013 | Europei indoor  | Göteborg   | 60 m hs  | 5ª         | 8"08        |                  |
| 2014 | Mondiali indoor | Sopot      | 60 m hs  | Semifinale | 8"07        |                  |
| 2014 | Europei         | Zurigo     | 100 m hs | 8ª         | 13"24       |                  |
| 2015 | Europei indoor  | Praga      | 60 m hs  | Semifinale | 8"02        |                  |
| 2017 | Mondiali        | Londra     | 100 m hs | Batteria   | 13"35       |                  |
| 2018 | Mondiali indoor | Birmingham | 60 m hs  | Semifinale | 8"14        |                  |
| 2018 | Europei         | Berlino    | 100 m hs | Semifinale | 12"94       |                  |
| 2021 | Europei indoor  | Toruń      | 60 m hs  | Semifinale | dns         |                  |

## Onorificenze
- Gouden Spike (2009)